# Calcio Catania 2006-2007
Questa voce raccoglie le informazioni riguardanti il Calcio Catania nelle competizioni ufficiali della stagione 2006-2007.

## Stagione
Nella stagione 2006-2007 il Catania a distanza di 23 anni ritorna a disputare il campionato di Serie A, raccoglie 41 punti con il 13º posto. La stagione degli etnei inizia con la conferma della pessima tradizione rossoazzurra nella Coppa Italia, stavolta è il Taranto, compagine militante in terza serie, a trovare gloria, superando (2-0) il Catania nel primo turno. La squadra di Pasquale Marino in campionato invece vola, chiudendo il girone di andata al sesto posto con un bottino di 29 punti. Poi continua a perdere terreno, fino a rischiare di essere risucchiata nella lotta per mantenere la categoria.
La salvezza matematica arriva solo all'ultima giornata, con il sorpasso al Chievo, che viene battuto (2-0) sul neutro di Bologna. Il perché del campo neutro è questo: il venerdì 2 febbraio 2007, nell'anticipo della 22ª giornata, allo Stadio Massimino alle ore 18 è in programma il derby siciliano Catania-Palermo, con i rosanero terzi con 39 punti e gli etnei quarti con 30 punti. La gara finisce (1-2), ma al termine alcune centinaia di teppisti catanesi sferrano un attacco alla polizia, mentre Piazza Spedini, la via di accesso alla curva nord, diventa un campo di battaglia. Negli scontri muore l'ispettore di Polizia Filippo Raciti di 38 anni, che lascia moglie e due figli. Un dramma che svuota di significato la cronaca sportiva. Il Catania paga per responsabilità oggettiva, con la squalifica del campo fino al termine della stagione. Con l'obbligo di giocare le gare interne in campo neutro e a porte chiuse. Questi fatti non sono commentabili. Si può fare solo una banale considerazione: per la stupidità di una frangia della tifoseria, non in grado di accettare serenamente un risultato negativo, che è la prima regola dello sport, una delle più belle stagioni calcistiche catanesi, si è trasformata nella più drammatica e assurda della sua storia. Le istituzioni calcistiche, in segno di lutto e di condanna, hanno sospeso per tutta la settimana, l'attività agonistica nazionale, dai "pulcini" agli "amatori", dai dilettanti ai professionisti.

## Rosa
| N. |                      | Ruolo | Calciatore         |
| -- | -------------------- | ----- | ------------------ |
| 1  | Italia (bandiera)    | P     | Armando Pantanelli |
| 2  | Italia (bandiera)    | D     | Gennaro Sardo      |
| 3  | Italia (bandiera)    | D     | Gianluca Falsini   |
| 4  | Italia (bandiera)    | D     | Andrea Sottil      |
| 5  | Italia (bandiera)    | D     | Mauro Minelli      |
| 6  | Italia (bandiera)    | D     | Lorenzo Stovini    |
| 7  | Perù (bandiera)      | D     | Juan Vargas        |
| 8  | Ghana (bandiera)     | C     | Mark Edusei        |
| 9  | Italia (bandiera)    | A     | Giorgio Corona     |
| 10 | Italia (bandiera)    | A     | Giuseppe Mascara   |
| 11 | Italia (bandiera)    | A     | Umberto Del Core   |
| 11 | Italia (bandiera)    | A     | Gianvito Plasmati  |
| 12 | Italia (bandiera)    | P     | Vincenzo Ferrante  |
| 13 | Argentina (bandiera) | C     | Mariano Izco       |
| 14 | Italia (bandiera)    | C     | Mattia Biso        |
| 15 | Giappone (bandiera)  | A     | Takayuki Morimoto  |

| N. |                      | Ruolo | Calciatore             |
| -- | -------------------- | ----- | ---------------------- |
| 16 | Italia (bandiera)    | P     | Ciro Polito            |
| 17 | Italia (bandiera)    | C     | Davide Baiocco         |
| 18 | Italia (bandiera)    | C     | Giorgio Lucenti        |
| 19 | Italia (bandiera)    | C     | Marco Biagianti        |
| 20 | Italia (bandiera)    | A     | Fausto Rossini         |
| 21 | Italia (bandiera)    | D     | Cristian Silvestri     |
| 22 | Italia (bandiera)    | P     | Vitangelo Spadavecchia |
| 23 | Italia (bandiera)    | C     | Giuseppe Colucci       |
| 24 | Italia (bandiera)    | A     | Gionatha Spinesi       |
| 25 | Italia (bandiera)    | C     | Francesco Millesi      |
| 26 | Italia (bandiera)    | C     | Fabio Caserta          |
| 32 | Argentina (bandiera) | D     | Walter García          |
| 33 | Italia (bandiera)    | C     | Maurizio Anastasi      |
| 34 | Brasile (bandiera)   | D     | César                  |
|    | Italia (bandiera)    | C     | Riccardo Nardini       |
|    | Italia (bandiera)    | C     | Renato Olive           |

## Risultati

### Serie A

#### Girone di andata
| Arbitro: | Rocchi (Firenze) |

|  |           |            |
|  | Marcatori | 55’ Corona |

| Catania 17 settembre 2006, ore 15:00 CEST 2ª giornata | Catania          | 0 – 0 (0 - 0) referto | Atalanta | Stadio Angelo Massimino (18 400 spett.)\| Arbitro: \| Palanca (Roma 1) \| |
| Arbitro:                                              | Palanca (Roma 1) |                       |          |                                                                           |

| Arbitro: | Trefoloni (Siena) |

|                                                                        |           |                                      |
| Gio. Tedesco 28’ Simplicio 47’ Corini 69 rig.’ Amauri 74’ Barzagli 81’ | Marcatori | 27’ Corona 67’ Mascara 90+4’ Spinesi |

| Arbitro: | Farina (Novi Ligure) |

|                         |           |                          |
| Mascara 58’ Spinesi 61’ | Marcatori | 33’ Floccari 64’ Cordova |

| Arbitro: | De Marco (Chiavari) |

|                                     |           |  |
| Jorgensen 54’ Toni 79’ Dainelli 83’ | Marcatori |  |

| Arbitro: | Mazzoleni (Bergamo) |

|                    |           |             |
| Stankovic 29’, 75’ | Marcatori | 16’ Mascara |

| Arbitro: | Messina (Bergamo) |

|                              |           |            |
| Colucci 36’, 53’ Spinesi 45’ | Marcatori | 56’ Rocchi |

| Arbitro: | Brighi (Cesena) |

|           |           |              |
| Frick 47’ | Marcatori | 90+3’ Corona |

| Arbitro: | Ciampi (Roma 1) |

|                    |           |                     |
| Spinesi 20’ (rig.) | Marcatori | 85’ I. Franceschini |

| Arbitro: | Tagliavento (Terni) |

|  |           |            |
|  | Marcatori | 69’ Corona |

| Arbitro: | Ayroldi (Molfetta) |

|                                    |           |                             |
| Spinesi 35’ Caserta 61’ Corona 90’ | Marcatori | 45+3’ Bakayoko 60’ Paulinho |

| Arbitro: | Girardi (San Donà di Piave) |

|                                                                       |           |  |
| Panucci 12’, 48’ Mancini 19’ Perrotta 24’, 40’ Montella 58’ Totti 72’ | Marcatori |  |

| Arbitro: | Bergonzi (Genova) |

|                                |           |  |
| Spinesi 67’ (rig.) Caserta 84’ | Marcatori |  |

| Arbitro: | Pieri (Lucca) |

|                     |           |                         |
| Bjelanović 12’, 39’ | Marcatori | 53’ Stovini 80’ Spinesi |

| Arbitro: | Damato (Barletta) |

|             |           |  |
| Spinesi 68’ | Marcatori |  |

| Arbitro: | Bergonzi (Genova) |

|                         |           |           |
| Caserta 52’ Mascara 61’ | Marcatori | 54’ Buscè |

| Arbitro: | Dondarini (Finale Emilia) |

|                            |           |  |
| Kakà 4’, 88’ Gilardino 82’ | Marcatori |  |

| Arbitro: | Mazzoleni (Bergamo) |

|                                            |           |                                 |
| Spinesi 13’, 45+1’ (rig.), 88’ Caserta 36’ | Marcatori | 22’ Palombo 39’ D. Franceschini |

| Arbitro: | Messina (Bergamo) |

|                                   |           |             |
| Semioli 58’ Pellissier 64’ (rig.) | Marcatori | 39’ Stovini |

#### Girone di ritorno
| Arbitro: | Rosetti (Torino) |

|  |           |                 |
|  | Marcatori | 8’ (rig.) Suazo |

| Arbitro: | Romeo (Verona) |

|              |           |              |
| Zampagna 30’ | Marcatori | 87’ Morimoto |

| Arbitro: | Farina (Novi Ligure) |

|             |           |                               |
| Caserta 58’ | Marcatori | 50’ Caracciolo 81’ Di Michele |

| Arbitro: | Paparesta (Bari) |

|            |           |             |
| Zanchi 35’ | Marcatori | 60’ Mascara |

| Arbitro: | Giannoccaro (Lecce) |

|  |           |          |
|  | Marcatori | 87’ Toni |

| Arbitro: | Bertini (Arezzo) |

|                        |           |                                                           |
| Spinesi 65’ Corona 74’ | Marcatori | 45’ Samuel 49’ Solari 57’ Grosso 67’ Ibrahimovic 78’ Cruz |

| Arbitro: | Rocchi (Firenze) |

|                                      |           |                |
| Pandev 60’ Siviglia 88’ Rocchi 90+5’ | Marcatori | 17’ G. Colucci |

| Arbitro: | Gava (Conegliano) |

|            |           |           |
| Corona 56’ | Marcatori | 73’ Cozza |

| Arbitro: | Paparesta (Bari) |

|            |           |  |
| Rosina 77’ | Marcatori |  |

| Arbitro: | Girardi (San Donà di Piave) |

|             |           |                                                          |
| Rossini 90’ | Marcatori | 58’ Amoruso 62’ Foggia 85’ (rig.) R. Bianchi 88’ Esteves |

| Arbitro: | Romeo (Verona) |

|                                               |           |            |
| C. Lucarelli 20’, 82’ (rig.), 90+1’ Fiore 45’ | Marcatori | 14’ Sottil |

| Arbitro: | Pieri (Lucca) |

|  |           |                        |
|  | Marcatori | 37’ Tavano 83’ Vucinic |

| Arbitro: | Ayroldi (Molfetta) |

|              |           |             |
| Cigarini 32’ | Marcatori | 20’ Spinesi |

| Arbitro: | Messina (Bergamo) |

|                                           |           |                                         |
| Mascara 2’ Caserta 69’ Spinesi 75’ (rig.) | Marcatori | 35’ Boudianski 49’ Perrulli 51’ Zanetti |

| Arbitro: | Marelli (Como) |

|  |           |                    |
|  | Marcatori | 52’ (rig.) Spinesi |

| Arbitro: | Girardi (San Donà di Piave) |

|                       |           |             |
| Pozzi 23’ Almirón 26’ | Marcatori | 28’ Spinesi |

| Arbitro: | Saccani (Mantova) |

|             |           |            |
| Spinesi 61’ | Marcatori | 6’ Seedorf |

| Arbitro: | Stefanini (Prato) |

|               |           |  |
| C. Zenoni 65’ | Marcatori |  |

| Arbitro: | Rizzoli (Bologna) |

|                         |           |  |
| Rossini 65’ Minelli 80’ | Marcatori |  |

### Coppa Italia

#### Prima fase
| Arbitro: | Herberg (Messina) |

|                         |           |  |
| Catania 35’ Mancini 84’ | Marcatori |  |

## Statistiche

### Statistiche di squadra
| Competizione | Punti | In casa | In casa | In casa | In casa | In casa | In casa | In trasferta | In trasferta | In trasferta | In trasferta | In trasferta | In trasferta | Totale | Totale | Totale | Totale | Totale | Totale | D.R. |
| Competizione | Punti | G       | V       | N       | P       | Gf      | Gs      | G            | V            | N            | P            | Gf           | Gs           | G      | V      | N      | P      | Gf     | Gs     | D.R. |
| ------------ | ----- | ------- | ------- | ------- | ------- | ------- | ------- | ------------ | ------------ | ------------ | ------------ | ------------ | ------------ | ------ | ------ | ------ | ------ | ------ | ------ | ---- |
| Serie A      | 41    | 19      | 7       | 6       | 6       | 29      | 29      | 19           | 3            | 5            | 11           | 17           | 39           | 38     | 10     | 11     | 17     | 46     | 68     | -22  |
| Coppa Italia | -     | 0       | 0       | 0       | 0       | 0       | 0       | 1            | 0            | 0            | 1            | 0            | 2            | 1      | 0      | 0      | 1      | 0      | 2      | -2   |
| Totale       | 44    | 19      | 7       | 6       | 6       | 29      | 29      | 20           | 3            | 5            | 12           | 17           | 41           | 39     | 10     | 11     | 18     | 46     | 70     | -24  |

### Andamento in campionato
| Giornata  | 1 | 2 | 3 | 4 | 5  | 6  | 7  | 8  | 9  | 10 | 11 | 12 | 13 | 14 | 15 | 16 | 17 | 18 | 19 | 20 | 21 | 22 | 23 | 24 | 25 | 26 | 27 | 28 | 29 | 30 | 31 | 32 | 33 | 34 | 35 | 36 | 37 | 38 |
| --------- | - | - | - | - | -- | -- | -- | -- | -- | -- | -- | -- | -- | -- | -- | -- | -- | -- | -- | -- | -- | -- | -- | -- | -- | -- | -- | -- | -- | -- | -- | -- | -- | -- | -- | -- | -- | -- |
| Luogo     | T | C | T | C | T  | T  | C  | T  | C  | T  | C  | T  | C  | T  | C  | C  | T  | C  | T  | C  | T  | C  | T  | C  | C  | T  | C  | T  | C  | T  | C  | T  | C  | T  | T  | C  | T  | C  |
| Risultato | V | N | P | N | P  | P  | V  | N  | N  | V  | V  | P  | V  | N  | V  | V  | P  | V  | P  | P  | N  | P  | N  | P  | P  | P  | N  | P  | P  | P  | P  | N  | N  | V  | P  | N  | P  | V  |
| Posizione | 5 | 7 | 9 | 9 | 12 | 12 | 12 | 10 | 11 | 9  | 5  | 8  | 6  | 5  | 4  | 4  | 4  | 4  | 4  | 4  | 5  | 8  | 8  | 8  | 9  | 12 | 10 | 12 | 12 | 13 | 14 | 14 | 12 | 11 | 11 | 14 | 16 | 13 |

Fonte:  Serie A 2006/2007, su calcio.com.
Legenda:

Luogo: C = Casa; T = Trasferta. Risultato: V = Vittoria; N = Pareggio; P = Sconfitta.

### Statistiche dei giocatori
Sono in corsivo i calciatori che hanno lasciato la società a stagione in corso.
| Giocatore       | Serie A  | Serie A | Serie A     | Serie A    | Coppa Italia | Coppa Italia | Coppa Italia | Coppa Italia | Totale   | Totale | Totale      | Totale     |
| Giocatore       | Presenze | Reti    | Ammonizioni | Espulsioni | Presenze     | Reti         | Ammonizioni  | Espulsioni   | Presenze | Reti   | Ammonizioni | Espulsioni |
| --------------- | -------- | ------- | ----------- | ---------- | ------------ | ------------ | ------------ | ------------ | -------- | ------ | ----------- | ---------- |
| M. Anastasi     | 0        | 0       | 0           | 0          | 0            | 0            | 0            | 0            | 0        | 0      | 0           | 0          |
| D. Baiocco      | 33       | 0       | 7           | 2          | 1            | 0            | 0            | 0            | 34       | 0      | 7           | 2          |
| M. Biagianti    | 2        | 0       | 0           | 0          | 0            | 0            | 0            | 0            | 2        | 0      | 0           | 0          |
| M. Biso         | 15       | 0       | 5           | 1          | 1            | 0            | 0            | 0            | 16       | 0      | 5           | 1          |
| F. Caserta      | 35       | 6       | 7           | 0          | 1            | 0            | 0            | 0            | 36       | 6      | 7           | 0          |
| César           | 8        | 0       | 3           | 0          | 0            | 0            | 0            | 0            | 8        | 0      | 3           | 0          |
| G. Colucci      | 24       | 3       | 6           | 0          | 1            | 0            | 0            | 0            | 25       | 3      | 6           | 0          |
| G. Corona       | 31       | 7       | 3           | 0          | 1            | 0            | 0            | 1            | 32       | 7      | 3           | 1          |
| U. Del Core     | 11       | 0       | 0           | 0          | 1            | 0            | 0            | 0            | 12       | 0      | 0           | 0          |
| M. Edusei       | 31       | 0       | 9           | 0          | 0            | 0            | 0            | 0            | 31       | 0      | 9           | 0          |
| G. Falsini      | 5        | 0       | 1           | 0          | 0            | 0            | 0            | 0            | 5        | 0      | 1           | 0          |
| V. Ferrante     | 0        | 0       | 0           | 0          | 0            | 0            | 0            | 0            | 0        | 0      | 0           | 0          |
| W. García       | 0        | 0       | 0           | 0          | 0            | 0            | 0            | 0            | 0        | 0      | 0           | 0          |
| M. Izco         | 19       | 0       | 2           | 0          | 0            | 0            | 0            | 0            | 19       | 0      | 2           | 0          |
| G. Lucenti      | 24       | 0       | 4           | 0          | 0            | 0            | 0            | 0            | 24       | 0      | 4           | 0          |
| G. Mascara      | 28       | 6       | 5           | 3          | 0            | 0            | 0            | 0            | 28       | 6      | 5           | 3          |
| F. Millesi      | 8        | 0       | 1           | 0          | 1            | 0            | 0            | 0            | 9        | 0      | 1           | 0          |
| M. Minelli      | 11       | 1       | 1           | 1          | 0            | 0            | 0            | 0            | 11       | 1      | 1           | 1          |
| T. Morimoto     | 5        | 1       | 0           | 0          | 0            | 0            | 0            | 0            | 5        | 1      | 0           | 0          |
| R. Nardini      | 0        | 0       | 0           | 0          | 0            | 0            | 0            | 0            | 0        | 0      | 0           | 0          |
| R. Olive        | 0        | 0       | 0           | 0          | 0            | 0            | 0            | 0            | 0        | 0      | 0           | 0          |
| A. Pantanelli   | 37       | 0       | 4           | 0          | 0            | 0            | 0            | 0            | 37       | 0      | 4           | 0          |
| G. Plasmati     | 1        | 0       | 0           | 0          | 0            | 0            | 0            | 0            | 1        | 0      | 0           | 0          |
| C. Polito       | 1        | -0      | 0           | 0          | 1            | -2           | 0            | 0            | 2        | -2     | 0           | 0          |
| F. Rossini      | 16       | 2       | 2           | 0          | 0            | 0            | 0            | 0            | 16       | 2      | 2           | 0          |
| G. Sardo        | 17       | 0       | 6           | 0          | 0            | 0            | 0            | 0            | 17       | 0      | 6           | 0          |
| C. Silvestri    | 25       | 0       | 3           | 1          | 1            | 0            | 0            | 1            | 26       | 0      | 3           | 2          |
| A. Sottil       | 29       | 1       | 9           | 0          | 1            | 0            | 0            | 0            | 30       | 1      | 9           | 0          |
| G. Spinesi      | 32       | 17      | 3           | 1          | 1            | 0            | 1            | 1            | 33       | 17     | 4           | 2          |
| L. Stovini      | 35       | 2       | 9           | 1          | 0            | 0            | 0            | 0            | 35       | 2      | 9           | 1          |
| J. Vargas       | 33       | 0       | 7           | 0          | 0            | 0            | 0            | 0            | 33       | 0      | 7           | 0          |
| V. Spadavecchia | 0        | 0       | 0           | 0          | 0            | 0            | 0            | 0            | 0        | 0      | 0           | 0          |